# Paul Köthner
Paul Köthner, auch bekannt unter den Pseudonymen Renatus Ram und Ernst Freymann, (* 7. Juni 1870 in Berlin; † 23. Juli 1932 ebenda; vollständiger Name: Paul Wilhelm Albert Köthner) war ein deutscher Chemiker und antisemitischer Schriftsteller.

## Leben
Köthner besuchte Gymnasien in Berlin und in Greifswald und legte 1890 in Greifswald die Reifeprüfung ab. Er studierte an der Universität Berlin und der Universität Halle Chemie, Physik und Mathematik, daneben auch Philosophie, Anthropologie und Psychologie. Mit seiner Dissertation „Über Rubidium und einige Beobachtungen über Acetylen“ wurde 1896 er an der Universität Halle promoviert.
1897 beendete er den Militärdienst als Leutnant der Reserve. Anschließend arbeitete er als Privatassistent bei Hugo Erdmann. 1901 habilitierte er sich an der Universität Halle mit der Schrift „Das reine Tellur und sein Atomgewicht“ für das Fach Chemie. Seine Antrittsvorlesung behandelte „Die Goldmacherkunst im Mittelalter und in der Gegenwart“.
Gemeinsam mit Erdmann wechselte Köthner an die Technische Hochschule (Berlin-)Charlottenburg, wo er ab 1903 als Unterrichtsassistent im anorganischen Laboratorium tätig war. Mit Erdmann veröffentlichte Köthner 1905 ein Lehrbuch der anorganischen Chemie (Naturkonstanten in alphabetischer Ordnung, Hilfsbuch für chemische und physikalische Rechnungen). Im Jahr 1906 habilitierte er sich ein zweites Mal an der Universität Berlin. 1918 wurde er in den Ruhestand versetzt.
Nach dem Ersten Weltkrieg veröffentlichte Köthner zum Teil unter Pseudonymen wie Renatus Ram und Ernst Freymann antisemitische Schriften und unterstützte die Politik Erich Ludendorffs.

## Schriften
- Renatus Ram: Godentum und Judaismus. Wegweiser in die Deutsche Zukunft. Verlag Gesundes Leben Dr. Hotz, Rudolstadt 1921 .
- Ernst Freymann (Bearb.): Auf den Pfaden der internationalen Freimaurerei. Beiträge zur Geschichte der Gegenwart. Tannenbergbund, Wittingen 1931.